# تطاول الرأس
تَطَاوُلُ الرَّأْسِ هو حالة يكون فيها الرأس أكبر اتساعًا مما هو مُعتاد. وتزورق الرأس هو أحد أشكال تطاول الرأس عند البشر.
تمتلك الكلاب متطاولة الرأس أنوفًا مطولة، وذلك يجعلها عرضةً للإصابة بالأمراض الفطرية الأنفية.